# Waarschijnlijkheidsamplitude

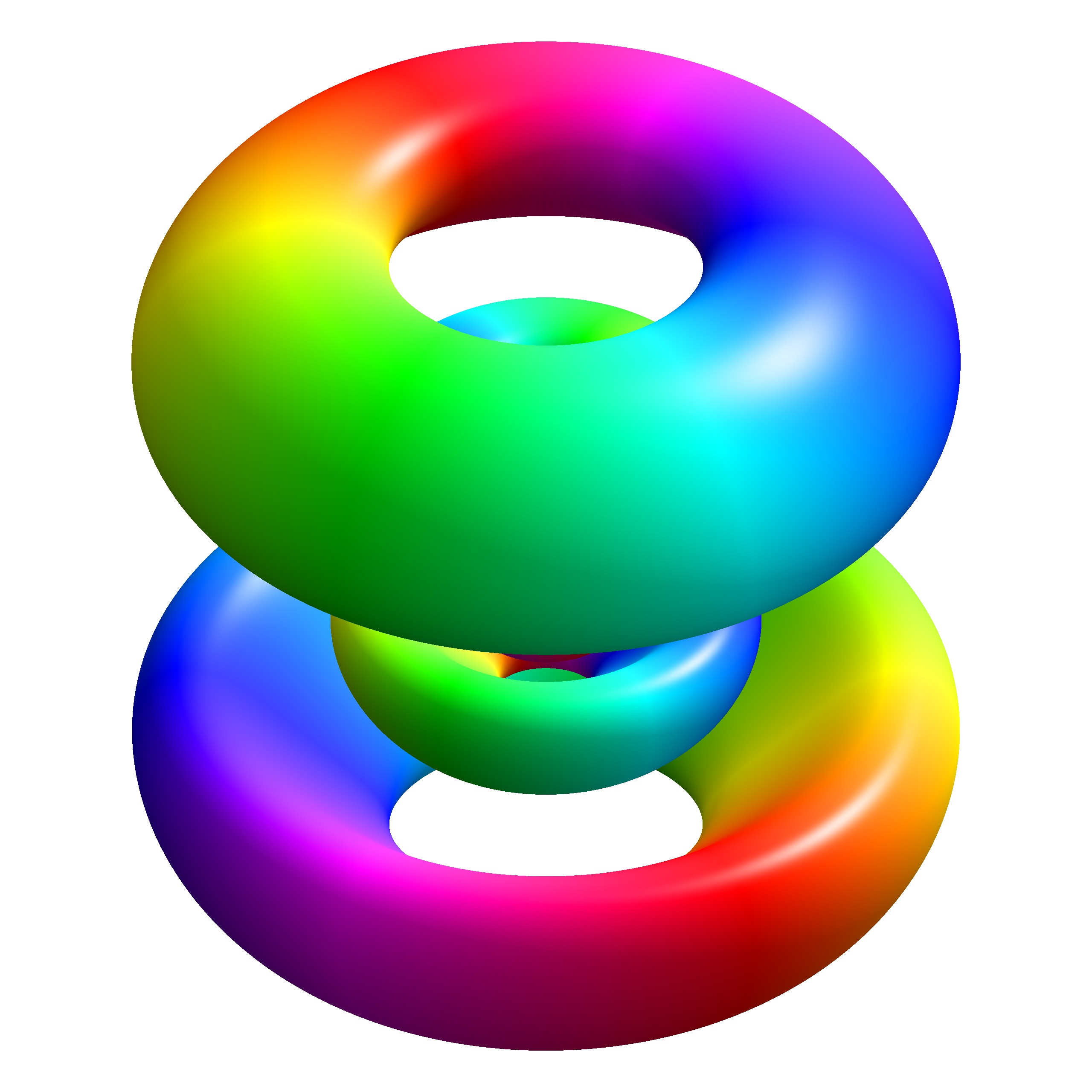
Voorstelling van de golffunctie van één elektron in een 5d orbitaal van een waterstofatoom. Binnen de getoonde structuren is de kansdichtheid om er een elektron te vinden groter dan 0,02 nm^{-3}. De oppervlakken zijn ingekleurd volgens de waarde van het argument van de waarschijnlijkheidsamplitude.

De waarschijnlijkheidsamplitude is in de kwantummechanica een complex getal waarvan het kwadraat van de modulus de kansdichtheid weergeeft dat men het systeem (bij een meting) in een bepaalde toestand aantreft. In de klassieke mechanica is een meetproces eenduidig: als antwoord krijgt men de waarde van de grootheid die men meet. In de kwantummechanica is de uitkomst van een meting echter statistisch van aard. Het is precies dit statistisch karakter dat wordt uitgedrukt door de waarschijnlijkheidsamplitude. Voor een systeem met golffunctie {\displaystyle \psi } wordt de kansdichtheid gegeven door {\displaystyle |\Psi |^{2}} (het kwadraat van de modulus van de golffunctie).
Voor een systeem met golffunctie {\displaystyle \psi } is de kansdichtheid gelijk aan: 
{\displaystyle |\Psi (x)|^{2}} = {\displaystyle \Psi (x)^{*}\cdot \Psi (x)} , waarbij Ψ(x)* de complex geconjugeerde is van de golffunctie Ψ(x).
De kans om een deeltje (op de x-as) in het interval a,b aan te treffen is gelijk aan de integraal van de kansdichtheid, gegeven de grenzen x = a en x = b.
Het verband tussen waarschijnlijkheidsdichtheden en golffuncties werd voor het eerst gelegd door de Duitse fysicus Max Born (1882 - 1970) met de zogeheten Born-regel.